# Brännspeglar

Principskiss Sun = solen, Mirror = spegel, Shore = strand

Brännspeglar, eller Arkimedes brännspeglar, är en påstådd uppfinning av Arkimedes. Brännspeglar var stora metallbitar som var konstruerade av ett reflekterande material. Genom att låta solstrålar reflekteras i dessa lär man ha kunnat bland annat tända eld på fiendeskepp. Flera århundraden senare sägs det att araberna hade en liknande sak som de använde mot sina fiender.
Flera försök har gjorts för att försöka återskapa Arkimedes uppfinning. Bland annat har Mythbusters försökt vid ett par tillfällen, och har kommit fram till slutsatsen att denna uppfinning är en myt.